# عملية الظهير
عملية الظهير أو لاينباكر (بالإنجليزية: Operation Linebacker) كان الاسم الرمزي لحملة حظر جوي قامت بها القوات الجوية الأمريكية السابعة و«قوة مهام البحرية الأمريكية 77» ضد فيتنام الشمالية من 9 مايو إلى 23 أكتوبر 1972م، أثناء حرب فيتنام.
كان الغرض منها إيقاف أو إبطاء نقل الإمدادات والمواد اللازمة لـ «هجوم ربيع صيف 1972» (المعروف في الغرب باسم هجوم عيد الفصح)، وهو هجوم جيش فيتنام الشمالية الشعبي (PAVN) على فيتنام الجنوبية والذي تم إطلاقه في 30 مارس. كانت عملية الظهير أول عملية قصف متواصلة ضد فيتنام الشمالية منذ نهاية عملية هزيم الرعد في نوفمبر 1968.

## هجوم نجوين هوي
في ظهر يوم 30 مارس 1972، تقدم 30 ألف جندي من جيش فيتنام الشعبية (الشمالية)، بدعم من أفواج من الدبابات والمدفعية، جنوبًا عبر المنطقة المنزوعة السلاح التي تفصل بين فيتنام الشمالية والجنوبية. فاجأت هذه القوة المكونة من ثلاث فرق جيش جمهورية فيتنام (الجنوبية) وحلفائهم الأمريكيين على حِين غرة. قامت قوات جيش فيتنام الشمالية بشن هجوم على المواقع الدفاعية للفرقة الثالثة من جيش فيتنام الجنوبية وألقت بها في حالة من الفوضى. تراجعت قوات فيتنام الجنوبية، وبدأ سباق بين الطرفين المتحاربين للجسور في دونج ها وكام لو.  :50–63
بحلول الرابع من أبريل، نجح ضباط جيش جمهورية فيتنام الجنوبية في تشكيل خط دفاعي أبقى جيش فيتنام الشمالية تحت السيطرة، ولكن لم يكن ذلك سوى موقف مؤقت. على الرغم من أن الهجوم التقليدي الذي شنته قوات شمال فيتنام الشعبية، والذي شمل الاستخدام المكثف للدروع والمدفعية الثقيلة، لفت انتباه الحلفاء إلى المقاطعات الشمالية، إلا أنه لم يكن سوى الأول من بين ثلاث عمليات من هذا القبيل تم إطلاقها في ذلك الربيع. في 5 أبريل، عبرت قوة من جيش فيتنام الشعبي قوامها 20 ألف جندي الحدود من معاقلها في كمبوديا في قوة أخرى مكونة من ثلاث فرق من الأسلحة المشتركة لمهاجمة مقاطعة بينه لونج ، شمال العاصمة الجنوبية سايجون. استولوا بسرعة على مدينة «لوك نينه» ثم حاصروا مدينة «آن لوك» ، وقطعوا الطريق للعاصمة. 
في 12 أبريل، شن جيش الشمال الشعبي هجومًا جديدًا، هذه المرة من شرق لاوس واستولى على سلسلة من المواقع الحدودية حول «داك تو» في مقاطعة كون توم في المرتفعات الوسطى. ثم اتجه شرقًا باتجاه عاصمة المقاطعة. كانت هانوي قد بدأت الهجوم تزامنًا مع موسم الرياح الموسمية الشتوية، عندما تسببت الأمطار المستمرة والغطاء السحابي المنخفض في صعوبة تقديم الدعم الجوي.
كان رد الفعل الأمريكي الأولي تجاه الهجوم غير مبالٍ ومربكًا. ولم يكن البنتاغون منزعجاً بشكل غير مبرر، وكان السفير الأميركي في جنوب فيتنام ، وقائد قيادة المساعدات العسكرية الأميركية في فيتنام ، الجنرال «كريتون دبليو أبرامز» ، خارج البلاد. كان رد الفعل الأول للرئيس ريتشارد نيكسون هو التفكير في شن هجوم لمدة ثلاثة أيام باستخدام قاذفات بوينج بي-52 ستراتوفورتريس الثقيلة على هانوي والميناء الرئيسي هايفونغ. أقنع مستشاره للأمن القومي، هنري كيسنجر ، نيكسون بإعادة النظر، لأنه لا يريد تعريض عملية صياغة معاهدة الحد من الأسلحة الاستراتيجية ( SALT I ) مع الاتحاد السوفييتي، والتي كان من المقرر توقيعها في مايو، للخطر. وكان هناك عقبة أخرى أمام الخطة وهي رغبة أبرامز في الاستفادة من القاذفات المتاحة (بقدرتها على العمل في جميع الأحوال الجوية) لدعم دفاع جيش جمهورية فيتنام.
اعتبر نيكسون وكيسنجر أن الخطة التي قدمتها هيئة الأركان المشتركة غير مبتكرة وتفتقر إلى العدوان الغاشم. في الرابع من أبريل، أصدر نيكسون إذنًا بقصف فيتنام الشمالية (الذي كان يقتصر على الغارات الانتقامية فوق المنطقة المنزوعة السلاح مباشرة) حتى خط العرض الثامن عشر. ولمنع انهيار جيش جمهورية فيتنام الجنوبية بشكل كامل وحماية هيبة الولايات المتحدة خلال اجتماع القمة القادم مع الأمين العام السوفييتي ليونيد بريجنيف ، قرر نيكسون المخاطرة بتصعيد هائل للقوة.
ونتيجة للانسحاب المستمر للقوات الأمريكية كجزء من سياسة الفتنمة ، كان عدد القوات الأمريكية المقاتلة المتبقية في جنوب فيتنام في وقت الغزو أقل من 10 آلاف جندي، وكان من المقرر أن يغادر معظمهم خلال الأشهر الستة التالية. كان عدد الطائرات المقاتلة المتمركزة في جنوب شرق آسيا أقل من نصف قوتها القصوى في عامي 1968 و1969. في بداية عام 1972، لم يكن لدى القوات الجوية الأمريكية سوى ثلاثة أسراب من قاذفات مقاتلة من طراز ماكدونيل دوغلاس إف-4 فانتوم الثانية وسرب واحد من طائرات الهجوم الخفيفة سيسنا إيه-37 دراغون فلاي ، بإجمالي 76 طائرة، متمركزة في جنوب فيتنام. كما تم نشر 114 قاذفة مقاتلة أخرى في قواعد بتايلاند. تم نشر 83 طائرة من طراز بي-52 في قاعدة يو تاباو الجوية الملكية التايلاندية، وفي قاعدة أندرسن الجوية ، في غوام. كانت فرقة العمل 77 التابعة للبحرية الأمريكية (المتمركزة في خليج تونكين )، تضم أربع حاملات طائرات مخصصة لها، ولكن اثنتين فقط كانتا متاحتين في أي وقت لإجراء العمليات. وكان لدى أجنحتهم الجوية ما يقرب من 140 طائرة.

## الإستعدادات والهجمات الجوية
كانت طائرات تابعة للقوات الجوية الأمريكية وجمهورية فيتنام (RVNAF) تدعم الدفاع (إذا سمح الطقس بذلك) منذ بداية الهجوم. تم تنفيذ هذه الضربات لدعم قوات جيش جمهورية فيتنام، وشملت تلك التي قامت بها الأجنحة الجوية لحاملات الطائرات USS Coral Sea و USS Hancock. أدى سوء الأحوال الجوية إلى الحد من قدرة الطائرات الأمريكية على المساعدة في وقف الهجوم الفيتنامي الشمالي. بحلول السادس من أبريل، تم وضع القوات الأمريكية في حالة تأهب في القواعد البحرية والجوية حول العالم، وبدأت أسراب السفن والطائرات في التحرك نحو جنوب شرق آسيا. 
بدأت الولايات المتحدة في بناء قوتها الجوية بشكل سريع. نشرت القوات الجوية الأمريكية 176 طائرة من طراز F-4 و12 طائرة من طراز F-105 Thunderchiefs من قواعد في جمهورية كوريا والولايات المتحدة إلى تايلاند بين 1 أبريل و11 مايو في عملية «الحراسة المستمرة». أرسلت القيادة الجوية الاستراتيجية (SAC) 124 طائرة من طراز بي-52 من الولايات المتحدة إلى غوام، مما رفع إجمالي قوة طائرات B-52 المتاحة للعمليات إلى 209. قامت البحرية الأمريكية بتقصير فترة رسو حاملات الطائرات USS Kitty Hawk و USS Constellation وأمرت الحاملات USS Midway ، USS America و USS Saratoga لزيادة الأسطول بحيث يمكن لأربعة أو أكثر من أجنحة حاملات الطائرات إجراء مهام في وقت واحد. وبالتالي، زادت أصول الأسطول السابع في المياه المحلية من 84 إلى 138 سفينة.
تمت الموافقة على الضربات التكتيكية للقوات الجوية الأمريكية ضد فيتنام الشمالية شمال خط العرض العشرين في 5 أبريل تحت اسم «قطار الحرية». تم تنفيذ أول غارة جماعية باستخدام قاذفات بي-52 ضد الشمال في 10 أبريل عندما ضربت 12 قاذفة بي-52، مدعومة بـ 53 طائرة هجومية، منشآت تخزين البترول حول مدينة فينه. بحلول 12 أبريل، أبلغ نيكسون كيسنجر أنه قرر شن حملة قصف أكثر شمولاً والتي ستشمل ضربات ضد كل من العاصمة هانوي وميناء هايفونج.

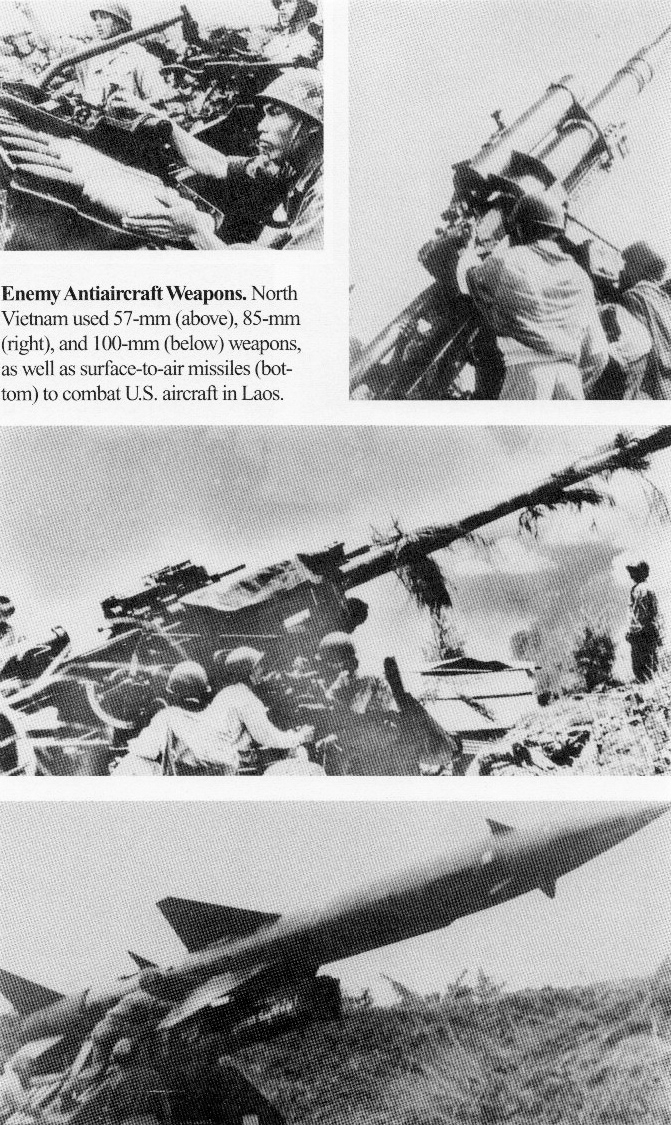
أسلحة الدفاع الجوي المضادة للطائرات في فيتنام الشمالية.

في اليوم التالي 13 أبريل، ضربت 18 طائرة من طراز بي-52 قاعدة «باي ثونج» الجوية في «ثانه هوا» . تلت ذلك ثلاثة أيام أخرى قبل وقوع ضربة أخرى، وهذه المرة من قامت 18 قاذفة قنابل أخرى بهجوم قبل الفجر على خزانات نفط خارج هايفونج. وتبعتهم أكثر من 100 طائرة تكتيكية هاجمت أهدافًا حول هانوي وهايفونج أثناء النهار. وفي الفترة ما بين 6 و15 أبريل/نيسان، قصفت الطائرات الأميركية أيضاً جسري بول دومير وثانه هوا وساحة تجميع السكك الحديدية في «ين فيين» ودمرتهما. وقد مثل هذا الحدث بداية استخدام القنابل الموجهة بالليزر ضد الأهداف الاستراتيجية في شمال فيتنام. وكان الجسران قد تعرضا في السابق لهجمات فاشلة بالقنابل التقليدية وحتى الصواريخ. تم بعد ذلك سحب طائرات بي-52 من العمليات في الشمال وعندما عادت في يونيو، كانت مهامها تقتصر على جنوب فيتنام.
بحلول منتصف الشهر، تم إعطاء الضوء الأخضر لقصف كل أراضي فيتنام الشمالية تقريباً للمرة الأولى منذ أكثر من ثلاث سنوات. كان قادة وطيارو القوات الجوية والبحرية مرتاحين لأن نيكسون (على عكس الرئيس جونسون ) ترك التخطيط العملياتي للقادة المحليين وخفف من قيود الاستهداف التي أعاقت العمليات. في الفترة ما بين 1 مايو و30 يونيو، نفذت طائرات بي-52 والقاذفات المقاتلة والطائرات الحربية 18,000 طلعة جوية كانت تقابلها دفاعات مضادات الطائرات قوية مما أدي لخسارة 29 طائرة.
بدأت الولايات المتحدة الآن أيضًا ما وصفه المؤرخون الفيتناميون الشماليون بأنه «استخدام مُخططات سياسية ودبلوماسية ملتوية... لتقليص كمية المساعدات التي تقدمها لنا الدول الاشتراكية». في 20 أبريل، التقى كيسنجر سراً مع بريجنيف في موسكو. وعلى الرغم من عدم رغبته في تعريض تطبيع العلاقات مع الغرب للخطر، وحذره من العلاقة المتنامية بين واشنطن وبجين، وافق بريجنيف على ممارسة الضغط على هانوي لإنهاء الهجوم والتفاوض بجدية.
بعد ذلك رتب بريجنيف اجتماعاً سرياً آخر بين كيسنجر وكبير المفاوضين في هانوي لي دوك ثو ، ليُعقد في الثاني من مايو/أيار في باريس. في ذلك اليوم، التقى الرجلان في جلسة وصفها كيسنجر لاحقًا بأنها «وحشية ومُهينة». ولم يكن الفيتناميون الشماليون، الذين شعروا بالنصر، في مزاج يسمح لهم بتقديم التنازلات. ونتيجة لهذا الاجتماع وسقوط مدينة كوانغ تري، كان نيكسون مستعدًا لرفع الرهانات، حيث صرح بأن «لم يتعرض الأوغاد للقصف من قبل كما سيتعرضون للقصف هذه المرة».

## عملية «مصروف الجيب» (بوكيت ماني)
في 27 أبريل، بدأت دفاعات جيش جمهورية فيتنام الجنوبية في مقاطعة كوانج ترو في الانهيار. بسبب الأوامر المتضاربة من قيادتهم العليا، انضمت وحدات جيش جمهورية فيتنام إلى هجرة اللاجئين المتجهين جنوبًا، وتخلوا عن مدينة كوانغ ترو. دخلت قوات جيش فيتنام الشعبي شمالية المدينة في نفس اليوم الذي عُقد فيه الاجتماع بين كيسنجر ولي دوك ثو. أصبح هجوم جيش شمال فيتنام الشعبي عملية عسكرية تقليدية ضخمة كانت تُجرى على ثلاث جبهات في وقت واحد، وشارك فيها ما يعادل 15 فرقة و600 دبابة. وبينما استمر الفيتناميون الشماليون في اكتساب الأرض في ثلاث من المناطق العسكرية الأربع في فيتنام الجنوبية، قام رؤساء الأركان المشتركة الأمريكية بتحديث خطط الطوارئ الخاصة بهم (التي تم وضعها قبل توقف القصف في عام 1968) لاستئناف القصف في الشمال وأوصوا بذلك. الرئيس، الذي وافق عليها في 8 مايو.
بعد فترة وجيزة من توليه الرئاسة، أمر نيكسون بإعداد خطة طوارئ، والتي من شأنها أن تؤدي إلى إنهاء حرب فيتنام. كانت عملية «داك هوك» تتضمن غزو الشمال واقتراحًا بزرع ألغام في موانئه الرئيسية. تم تأجيل الخطة في ذلك الوقت لأنها كانت متطرفة للغاية ولكن لم يتم نسيانها. وكانت البحرية الأميركية تعمل أيضًا على تحديث خطط الطوارئ الخاصة بها للتعامل مع مثل هذه العمليات التعدينية منذ عام 1965. في الخامس من مايو، أمر نيكسون هيئة الأركان المشتركة بالاستعداد لتنفيذ جزء التعدين الجوي من خطة داك هوك في غضون ثلاثة أيام تحت العنوان «مصروف الجيب» . 
في تمام الساعة 9:00 (بالتوقيت المحلي) يوم 9 مايو، حلقت ست طائرات من طراز A-7 Corsair II التابعة للبحرية الأمريكية وثلاث طائرات من طراز A-6 Intruder من حاملة الطائرات الأمريكية «كورال سي» إلى ميناء هايفونج وأسقطت ستة وثلاثين 450 كجم-ألغام بحرية من طراز مارك 52 ومارك 55 في مياهها. تم حمايتهم من هجمات طائرات ميج المقاتلة التابعة لسلاح الجو الشعبي الفيتنامي (VPAF) بواسطة الطرادات المزودة بالصواريخ الموجهة Chicago و Long Beach ، مع العديد من المدمرات بما في ذلك المدمرة الموجهة بالصواريخ USS Berkeley وتُدعم بطائرات F-4 Phantom. أصبح سبب التوقيت الدقيق للضربة واضحًا عندما ألقى نيكسون في نفس الوقت خطابًا متلفزًا يشرح فيه التصعيد للشعب الأمريكي: «الطريقة الوحيدة لوقف القتل هي انتزاع أسلحة الحرب من أيدي الخارجين عن القانون الدولي في شمال فيتنام». تم تفعيل الألغام بعد خمسة أيام من تسليمها للسماح لأي سفينة موجودة في الميناء بالهروب دون ضرر. وعلى مدى الأيام الثلاثة التالية، قامت طائرات حاملة طائرات أمريكية أخرى بوضع 11 ألف لغم إضافي في الموانئ الثانوية في شمال فيتنام، مما أدى إلى حصار كل التجارة البحرية للبلاد.
قبل وأثناء عملية «مصروف الجيب» ، كان نيكسون وكيسنجر يشعران بالقلق من رد الفعل السوفييتي والصيني على التصعيد. قبل ساعات من خطاب نيكسون الذي أعلن فيه عن زراعة الألغام، سلم كيسنجر رسالة إلى السفير السوفييتي أناتولي دوبرينين والتي حددت الخطوط العريضة للخطة الأمريكية، ولكنها أوضحت أيضًا استعداد نيكسون للمضي قدمًا في القمة. في اليوم التالي، صافح نيكسون وزير التجارة الخارجية السوفييتي نيكولاي باتوليتشيف في البيت الأبيض. وعلى الرغم من أن موسكو وبكين نددا علناً بالعملية الأميركية، فإنهما لم تكونا على استعداد لتعريض علاقتهما المتدهورة مع الولايات المتحدة للخطر، ولم تلق طلبات هانوي للحصول على الدعم والمساعدة من حلفائها الاشتراكيين سوى ردود فعل باردة.

## الإتجاه شمالاً
كانت عملية الظهير، الاسم الرمزي لحملة الحظر الجديدة، تهدف إلى تحقيق أربعة أهداف: عزل فيتنام الشمالية عن مصادر إمدادها من خلال تدمير جسور السكك الحديدية ومركبات السكك الحديدية في هانوي وحولها وإلى الشمال الشرقي باتجاه الحدود الصينية؛ واستهداف مناطق التخزين الأساسية وساحات الحشد؛ وتدمير نقاط التخزين وإعادة الشحن والقضاء على (أو على الأقل إلحاق الضرر) بنظام الدفاع الجوي الشمالي. وبما أن ما يقرب من 85% من واردات فيتنام الشمالية (والتي كانت تصل عن طريق البحر) تم حظرها بواسطة عملية «مصروف الجيب»، فقد اعتقدت الإدارة والبنتاغون أن هذا من شأنه أن يقطع خطوط الاتصال النهائية مع حلفائها الاشتراكيين. كانت الصين وحدها تشحن ما معدله 22 ألف طن من الإمدادات شهريًا عبر خطين للسكك الحديدية وثمانية طرق رئيسية تربطها بفيتنام الشمالية.

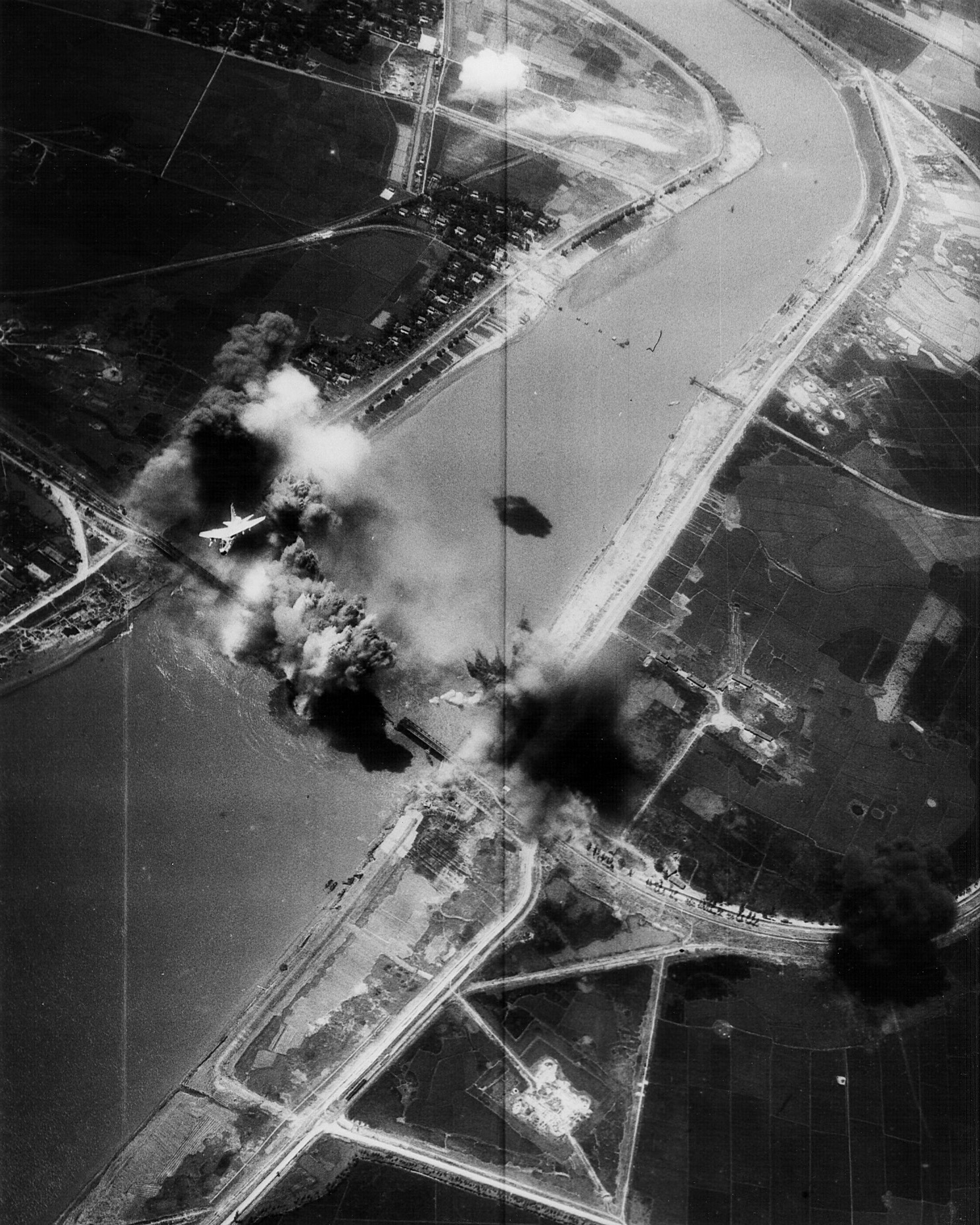
قصف جسر في فيتنام الشمالية في 10 مايو 1972م.

في 10 مايو، بدأت عملية الظهير بعمليات قصف مكثفة ضد فيتنام الشمالية بواسطة طائرات مقاتلة تكتيكية تابعة للقوة الجوية السابعة وقوة المهام 77. وشملت أهدافهم ساحات تحويل السكك الحديدية في «ين فيين» وجسر «بول دومير»، على المشارف الشمالية لهانوي. تم تنفيذ ما مجموعه 414 طلعة جوية في اليوم الأول من العملية، 120 منها من قبل القوات الجوية و294 من قِبل البحرية وواجهوا أعنف يوم واحد من القتال الجوي خلال حرب فيتنام. ادعت الولايات المتحدة أنها أسقطت 11 طائرة ميج تابعة للقوات الجوية الفيتنامية (أربع طائرات ميج-21 وسبع طائرات ميج-17 ) وطائرتين من طراز إف-4 تابعة للقوات الجوية. أكدت قوات الدفاع الجوي في فيتنام سقوط طائرتين من طراز ميج-21 وثلاث طائرات من طراز ميج-17 وطائرة واحدة من طراز ميج-19، وزعمت إسقاط 7 طائرات من طراز إف-4 (بعد الحرب، تم تأكيد إسقاط 5 طائرات من طراز إف-4  ). كما أسقطت المدفعية المضادة للطائرات والصواريخ أرض-جو طائرتين تابعتين للبحرية الأمريكية (كان يقود إحداهما الطيار دويك كانينغهام). 
وبحلول نهاية الشهر، دمرت الطائرات الأميركية 13 جسراً على طول خطوط السكك الحديدية الممتدة من هانوي إلى الحدود الصينية. ودُمرت أربعة جسور أخرى بين العاصمة وهايفونغ. كما تم هدم العديد من الجسور الأخرى على طول خط السكة الحديدية المؤدي إلى الجنوب باتجاه المنطقة المنزوعة السلاح. بعد ذلك تم تحويل الأهداف إلى شبكات تخزين ونقل النفط والبترول والمطارات الفيتنامية الشمالية. وكان لها تأثير فوري على ساحة المعركة في جنوب فيتنام. انخفض قصف مدفعية جيش شمال فيتنام الشعبي بمقدار النصف في الفترة ما بين 9 مايو و1 يونيو. ولم يكن هذا التباطؤ راجعا إلى نقص فوري في قذائف المدفعية، بل إلى الرغبة في الحفاظ على الذخيرة. كان يعتقد محللو الاستخبارات الأمريكية أن جيش فيتنام الشعبي لديه مخزون كافٍ من الإمدادات لدعم حملاته طوال الخريف.
انعكست شدة حملة القصف في الزيادة الحادة في عدد الطلعات الجوية التي تم تنفيذها في جنوب شرق آسيا ككل: من 4237 لجميع الفروع، بما في ذلك القوات الجوية الفيتنامية، خلال الشهر السابق للغزو، إلى 27,745 طائرة لدعم قوات جيش فيتنام الجنوبية من بداية أبريل إلى نهاية يونيو (20,506 منها نفذتها القوات الجوية الأمريكية). كما قامت طائرات بي-52 بما يقرب من 1,000 طلعة جوية إضافية خلال نفس الفترة.  كان الشمال يشعر بالضغط، حيث اعتُرف في التاريخ الرسمي لجيش فيتنام الشمالية بأنه «بين مايو ويونيو، لم يصل سوى 30 بالمائة من الإمدادات المطلوبة في خطتنا إلى وحدات الخط الأمامي». في المجموع، أسقطت 41,653 طلعة جوية خلال عملية الظهير ما يقرب من 155,548 طنًا من القنابل.
بالإضافة إلى ضرب شبكة الطرق والسكك الحديدية في شمال فيتنام، هاجمت الولايات المتحدة أيضًا نظام الدفاع الجوي الفيتنامي بها بشكل مَنهجي. وقد تصدت قوات الدفاع الجوي الفيتنامية، التي تمتلك نحو 200 طائرة اعتراضية، لهذه الهجمات بقوة طوال الحملة. ادعى طيارو البحرية الأمريكية، نسبة قتل بلغت 6:1 لصالحهم في مايو ويونيو، بحيث نادرًا ما اشتبك معهم الفيتناميون بعد ذلك. ولكن النقيض من ذلك، شهدت القوات الجوية الأمريكية نسبة قتل 1:1 خلال الشهرين الأولين من الحملة، حيث وقعت سبع من خسائرها الجوية البالغة 24 طائرة دون أي خسارة مقابلة في سلاح الجو الفيتنامي خلال فترة اثني عشر يومًا بين 24 يونيو و5 يوليو. كان طيارو القوات الجوية الأمريكية يعانون من إعاقة بسبب استخدام التشكيلات التكتيكية القديمة (تشكيل مكون من أربع طائرات وعنصرين حيث كان القائد فقط هو من يقوم بإطلاق النار وكانت الأجنحة الخارجية معرضة للخطر). كما ساهم في تحقيق التكافؤ نقص التدريب على القتال الجوي ضد الطائرات المختلفة، ونظام الإنذار المبكر المعيب، وتشكيلات وحدات التحكم الإلكترونية التي فرضت الالتزام الصارم بالطيران التشكيلي. خلال شهر أغسطس، أدى إدخال أنظمة الإنذار المبكر في الوقت الفعلي، وزيادة خبرة طاقم المقاتلات، وتدهور قدرات اعتراض القوات الجوية الفيتنامية إلى عكس الاتجاه إلى اتجاه أكثر ملاءمة، مع بنسبة قتل 4:1 طبقًا للأمريكيين.
خلال العملية، كان كل جانب يدعي في النهاية تحقيق نسبة قتلى أعلى. في عام 1972، جرت 201 معركة جوية بين الطائرات الأمريكية والفيتنامية. خسرت القوات الجوية الفيتنامية 47 طائرة ميج (بما في ذلك 26 طائرة ميج-21 و5 طائرات ميج-19 و16 طائرة ميج-17  ) وزعمت إسقاط 90 طائرة أمريكية، بما في ذلك 74 مقاتلة من طراز F-4 وطائرتان من طراز RF-4C (أسقطت طائرات ميج-21 ، 67 طائرة معادية، وأسقطت طائرات ميج-17 ، 11 طائرة وأسقطت طائرات ميج-19 ، 12 طائرة معادية.

## عملية عرين الأسد
على الرغم من أن عملية الظهير تم تنفيذها إلى حد كبير عن طريق الجو، فقد تم أيضًا نشر قوات بحرية لتوفير نيران مضادة للبطاريات ضد أهداف العدو على طول الساحل والمناطق اللوجستية المهمة ودعمًا للقوات البرية. ومن بين هذه العمليات عملية عرين الأسد، أو «معركة ميناء هايفونغ». في 27 أغسطس 1972، أخذ نائب الأدميرال جيمس إل. هولواي الثالث معه سفينته، الطراد الثقيل USS Newport News ، الطراد الصاروخي USS Providence و ثلاث مدمراتونفذ غارة ليلية قصيرة ضد القوات الفيتنامية الشمالية التي تحمي ميناء هايفونغ. بعد القصف، تعرضت السفن للتهديد من قبل أربعة زوارق طوربيد سوفييتية الصنع. انضمت طائرتان من سفينة يو إس إس كورال سي ، وتم إغراق ثلاثة من زوارق الطوربيد الأربعة. كانت هذه واحدة من المعارك البحرية القليلة بين السفن في الحرب. 

## محادثات باريس للسلام واختتامها
أدي توقف الهجوم في الجنوب والدمار في فيتنام الشمالية إلي إقناع هانوي بالعودة إلى طاولة المفاوضات بحلول أوائل أغسطس. وأسفرت الاجتماعات عن تقديم تنازلات جديدة من جانب هانوي، والتي وعدت بإنهاء الجمود الذي ابتليت به المفاوضات منذ بدايتها في عام 1968. ولقد انتهت مطالب هانوي بإقالة الرئيس الفيتنامي الجنوبي نجوين فان ثيو واستبداله بحكومة ائتلافية يشارك فيها الفيت كونغ. من جانبها، وافقت الولايات المتحدة على وقف إطلاق النار، سمح ببقاء قوات جيش فيتنام الشمالية في جنوب فيتنام بعد التوصل إلى اتفاق سلام.  تم كسر الجمود الدبلوماسي وأمر نيكسون بوقف جميع عمليات القصف فوق خط العرض العشرين في 23 أكتوبر وفي 26 أكتوبر أعلن كيسنجر أن «السلام في متناول اليد». أدت هذه المحادثات مرة أخري إلى وضع هانوي وهايفونج خارج نطاق القصف، وتوقف عمليات الظهير. 
كتب مؤرخ القوات الجوية «إيرل تيلفورد» أن عملية الظهير كانت «نقطة تحول في الحرب الجوية... كانت أول حملة جوية حديثة غيرت فيها الذخائر الموجهة بدقة الطريقة التي تُستخدم بها القوة الجوية». وقد نجحت، حيث فشلت عملية «الرعد»، على حد زعمه، لثلاثة أسباب: كان نيكسون حاسمًا في تصرفاته ومنح الجيش حرية أكبر في الاستهداف؛ تم استخدام القوة الجوية الأمريكية بقوة وبشكل مناسب؛ والفرق الهائل في التكنولوجيا المستخدمة جعلت العملية أول حملة قصف في «عصر جديد» من الحرب الجوية.

### خسائر الطائرات الفيتنامية الشمالية
(الخسائر الجوية فقط، التي تدعيها الولايات المتحدة)  
| التاريخ                        | الفرع                   | ميج-21 | ميج-19 | ميج-17 | المجموع |
| ------------------------------ | ----------------------- | ------ | ------ | ------ | ------- |
| 5 أبريل – 9 مايو               | القوات الجوية الأمريكية | 4      | 1      |        | 5       |
|                                | البحرية الأمريكية       | 2      |        | 2      | 4       |
| 10 مايو – 23 أكتوبر            | القوات الجوية الأمريكية | 30     | 7      |        | 37      |
|                                | البحرية الأمريكية       | 3      | 2      | 11     | 16      |
|                                | مشاة البحرية الأمريكية  | 1      |        |        | 1       |
| مجموع القوات الجوية الفيتنامية |                         | 40     | 10     | 13     | 63      |

### خسائر الطائرات الأمريكية خلال عملية الظهير
في الفترة ما بين 10 مايو و23 أكتوبر 1972، خسرت الولايات المتحدة ما مجموعه 134 طائرة إما فوق الشمال أو كنتيجة مباشرة لمهام العملية. فقدت 104 منها في القتال ودمرت 30 في حوادث تشغيلية. كانت الخسائر حسب الخدمة:
القوات الجوية الأمريكية : – 70 إجمالي
البحرية الأمريكية : – 54 إجمالي